# 마운틴리드벅
마운틴리드벅 (Redunca fulvorufula)은 사하라 이남 아프리카의 넓은 산악 지대에서 발견되는 영양의 일종이다. 어깨높이는 평균 75cm이며, 몸무게는 약 30kg 정도이다. 회색 털에 갖고 있으며, 배 아래쪽은 희고 머리와 어깨는 불그레한 갈색을 띤다. 수컷은 약 35cm의 앞쪽으로 휜 뿔을 갖고 있다.울창한 산악 숲에서 서식하며, 풀이나 식물의 잎 등을 먹는다. 한 마리의 수컷이 포함하여 약 5마리씩 무리를 형성한다. 충분히 자라지 않은 수컷들은 무리에서 배제되며, 이들은 이들끼리 작은 무리를 짓는다. 건기에 마운틴리드벅의 무리는 30마리까지 불어나기도 한다.
주행성 동물이지만 한낮의 햇볕 아래에서는 활동하지 않는다.

## 아종
- 아다마와마운틴리드벅 (R. f. adamauae)
- 챈러마운틴리드벅 (R. f. chanleri)
- 남방마운틴리드벅 (R. f. fulvorufula)

## 사진

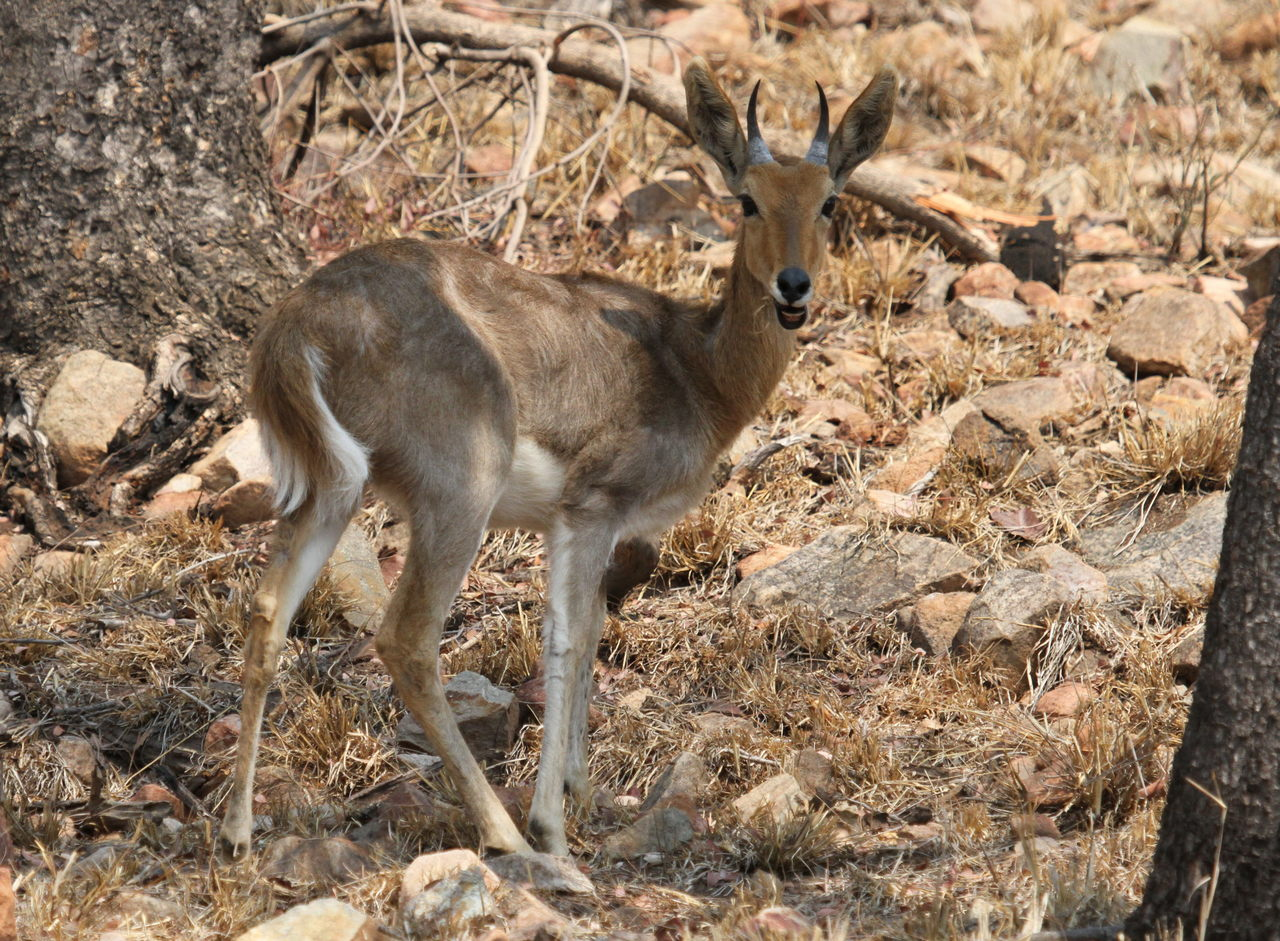
남아프리카공화국 보라칼라로 국립공원의 마운틴리드벅